# Huarache

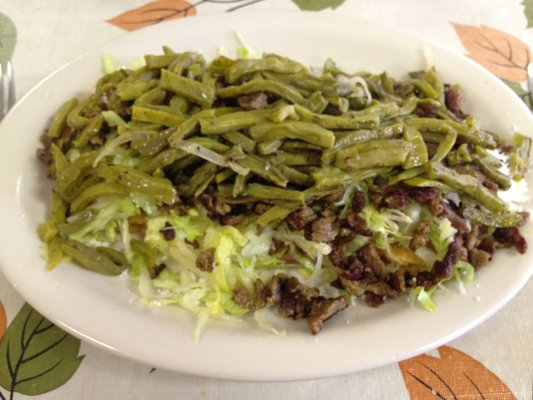
Huarache mit Nopales

Huarache (aus der Purépecha-Sprache kwarachi, 'Sandale') ist ein Gericht der mexikanischen Küche. Der Name bezieht sich auf die Form der Sandalen des indigenen Volks der Purépecha. Laut Luis Alberto Vargas Guadarrama vom Instituto de Investigaciones Antropológicas der Nationalen Autonomen Universität von Mexiko ist der Huarache, obwohl Mais in Mittelamerika seit Jahrtausenden die Basis der Ernährung darstellt, eine Erfindung des 20. Jahrhunderts. Angeblich wurde das Gericht 1935 von Carmen Gómez Medina erfunden, die in Mexiko-Stadt einen Essensstand betrieb.
Der Teig aus nixtamalisiertem Maismehl, Wasser und Schweineschmalz wird geknetet, zu einer Kugel geformt, zu einem ovalen Fladen zusammengedrückt und auf einer heißen Ofenplatte beidseitig angebacken. Belegt wird der Fladen mit Bohnenmus, Fleisch, Gemüse oder Käse sowie Salsa.